# HD 148937
HD 148937 (HIP 81100 / SAO 226891 / GC 22246) es una estrella en la constelación de Norma. A pesar de estar situada a aproximadamente 4200 años luz del sistema solar, tiene magnitud aparente +6,77.

## Descripción
HD 148937 es una estrella azul de tipo espectral O7, 40 veces más masiva que el Sol. Con una edad entre 3 y 4 millones de años, ha cruzado el ecuador de su vida, ya que las estrellas tan masivas generalmente viven en torno a los 6 millones de años. Es muy probable que termine su vida explotando como una supernova.
HD 148937 está rodeada por la nebulosa NGC 6164-5 y, como muchas otras estrellas de tipo O, calienta las nubes de gas de su entorno con radiación ultravioleta. Esto provoca que éstas brillen en luz visible, iluminando cavidades de la nube que han sido esculpidas por el propio viento estelar. Se ha sugerido que la nube de material ha sido expulsada desde la estrella al girar sobre su eje, si bien es posible que los campos magnéticos que rodean a la estrella jueguen un papel significativo en la compleja forma de la nebulosa.
Las estrellas masivas como HD 148937 fusionan hidrógeno en helio en un proceso llamado el ciclo CNO. Como subproducto, carbono y oxígeno se convierten en nitrógeno, por lo que un alto contenido de nitrógeno en la superficie estelar o en el material expulsado indica una estrella evolucionada. Según el astrónomo Nolan Walborn, HD 148937 es miembro de un pequeño grupo de estrellas O con características espectrales peculiares. Las nebulosidades expulsadas por HD 148937 —ricas en nitrógeno— sugieren que es una estrella evolucionada y apuntan hacia una posible relación con las variables azules luminosas.